# Nanz-Willershausen
Nanz-Willershausen ist ein Ortsteil der Großgemeinde Lohra im mittelhessischen Landkreis Marburg-Biedenkopf.

## Geographie
Nanz-Willershausen besteht aus den Siedlungsplätzen Nanzhausen und Willershausen sowie dem Einzelgehöft Wüsteburg nahe der Bundesstraße 255. Der Ortsteil liegt auf 257 m ü. NHN (Gemeindeverwaltung) am Quelllauf des Walgerbaches (Willershausen) bzw. am Quelllauf eines nordöstlichen Salzböde-Nebenflusses (Nanzhausen) im Naturraum Salzbödetal.

## Geschichte

### Ortsgeschichte
Schon seit dem 17. Jahrhundert bildeten die Ortschaften Nanzhausen und Willershausen faktisch eine Gemeinde, wurden aber bis ins 20. Jahrhundert einzeln aufgeführt. Willershausen wird bekanntermaßen erstmals in der Zeit von 1200 bis 1220 als Willicheshausen in einer Urkunde des Kanonissenstifts Wetter erwähnt, das hier ein Mannlehen von einer Hufe besaß. Die erste bekannte Erwähnung Nanzhausens als de Nadelshusen in der „Analecta Hassiaca III“ stammt aus dem Jahr 1339. Die ebenfalls zu Nanz-Willershausen gehörige Gehöftgruppe Wüsteburg wurde vermutlich im 19. Jahrhundert als Straßenwirtschaft errichtet.
Zum 31. Dezember 1971 wurde im Zuge der Gebietsreform in Hessen die bis dahin selbständige Gemeinde Nanz-Willershausen zusammen mit den Gemeinden Damm und Rodenhausen auf freiwilliger Basis in die Gemeinde Lohra eingegliedert. Für die so entstandenen Ortsteile und die Kerngemeinde wurde je ein Ortsbezirk eingerichtet.

### Verwaltungsgeschichte im Überblick
Die folgende Liste zeigt die Staaten und Verwaltungseinheiten, denen Nanz-Willershausen angehört(e):
- vor 1567: Heiliges Römisches Reich, Landgrafschaft Hessen, Gericht Lohra (Gericht Lohra bestand aus den Orten Lohra, Nanzhausen, Willershausen, Rodenhausen, Seelbach, Rollshausen, Altenvers, Raimarshausen, Weiboldshausen, Kirchvers, Oberwalgern, Holzhausen, Stedebach und Damm)[6]
- ab 1567: Heiliges Römisches Reich, Landgrafschaft Hessen-Marburg, Amt Fronhausen, Gericht Lohra[7]
- 1604–1648: Heiliges Römisches Reich, strittig zwischen Landgrafschaft Hessen-Darmstadt und Landgrafschaft Hessen-Kassel (Hessenkrieg), Amt Fronhausen, Gericht Lohra
- ab 1648: Heiliges Römisches Reich, Landgrafschaft Hessen-Kassel, Amt Fronhausen, Gericht Lohra
- ab 1686: Heiliges Römisches Reich, Landgrafschaft Hessen-Kassel, Amt Fronhausen, Gericht Lohra
- ab 1806: Landgrafschaft Hessen-Kassel, Amt Fronhausen, Gericht Lohra
- 1807–1813: Königreich Westphalen, Departement der Werra, Distrikt Marburg, Kanton Lohra
- ab 1815: Kurfürstentum Hessen, Amt Fronhausen, Gericht Lohra[8]
- ab 1821: Kurfürstentum Hessen, Provinz Oberhessen, Kreis Marburg[9][Anm. 2]
- ab 1848: Kurfürstentum Hessen, Bezirk Marburg
- ab 1851: Kurfürstentum Hessen, Provinz Oberhessen, Kreis Marburg
- ab 1867: Königreich Preußen, Provinz Hessen-Nassau, Regierungsbezirk Kassel, Kreis Marburg
- ab 1871: Deutsches Reich,  Königreich Preußen, Provinz Hessen-Nassau, Regierungsbezirk Kassel, Kreis Marburg
- ab 1918: Deutsches Reich, Freistaat Preußen, Provinz Hessen-Nassau, Regierungsbezirk Kassel, Kreis Marburg
- ab 1944: Deutsches Reich, Freistaat Preußen, Provinz Kurhessen, Landkreis Marburg
- ab 1945: Amerikanische Besatzungszone, Groß-Hessen, Regierungsbezirk Kassel, Landkreis Marburg
- ab 1946: Amerikanische Besatzungszone, Land Hessen, Regierungsbezirk Kassel, Landkreis Marburg
- ab 1949: Bundesrepublik Deutschland, Land Hessen, Regierungsbezirk Kassel, Landkreis Marburg
- ab 1972: Bundesrepublik Deutschland, Land Hessen, Regierungsbezirk Kassel, Landkreis Marburg, Gemeinde Lohra[Anm. 3]
- ab 1974: Bundesrepublik Deutschland, Land Hessen, Regierungsbezirk Kassel, Landkreis Marburg-Biedenkopf, Gemeinde Lohra
- ab 1981: Bundesrepublik Deutschland, Land Hessen, Regierungsbezirk Gießen, Landkreis Marburg-Biedenkopf, Gemeinde Lohra

### Gerichte seit 1821
Mit Edikt vom 29. Juni 1821 wurden in Kurhessen Verwaltung und Justiz getrennt. Der Kreis Marburg war für die Verwaltung und das Justizamt Fronhausen war als Gericht in erster Instanz für Nanzhausen und Willershausen zuständig. Nach der Annexion Kurhessens durch Preußen 1866 erfolgte am 1. September 1867 die Umbenennung des bisherigen Justizamtes in Amtsgericht Fronhausen. Das Amtsgericht Fronhausen wurde 1943 geschlossen. Es wurde zunächst als Zweigstelle des Amtsgerichts Marburg geführt und 1948 endgültig aufgelöst. Der Gerichtsbezirk wurde dem Amtsgericht Marburg zugeteilt.

## Bevölkerung

### Einwohnerstruktur 2011
Nach den Erhebungen des Zensus 2011 lebten am Stichtag dem 9. Mai 2011 in Nanz-Willershausen 246 Einwohner. Darunter waren 9 (3,7 %) Ausländer. Nach dem Lebensalter waren 48 Einwohner unter 18 Jahren, 108 zwischen 18 und 49, 45 zwischen 50 und 64 und 45 Einwohner waren älter. Die Einwohner lebten in 111 Haushalten. Davon waren 30 Singlehaushalte, 33 Paare ohne Kinder und 30 Paare mit Kindern sowie 12 Alleinerziehende und 6 Wohngemeinschaften. In 15 Haushalten lebten ausschließlich Senioren und in 75 Haushaltungen lebten keine Senioren.

### Einwohnerentwicklung
| Quelle: Historisches Ortslexikon |                                                                                          |
| • 1577:                          | 12 Hausgesesse (Nur Willershausen)                                                       |
| • 1630:                          | 13 Hausgesesse (1 dreispännige, 9 zweispännige Ackerleute, 3 Einläuftige)                |
| • 1681:                          | 11 hausgesessene Mannschaften                                                            |
| • 1838:                          | 128 Einwohner (Familien: 12 nutzungsberechtigte, 7 nicht nutzungsberechtigte Ortsbürger) |
| • 1885:                          | 147 Einwoehner (davon 102 Willershausen)                                                 |

| Nanz-Willershausen: Einwohnerzahlen von 1744 bis 2011 | Nanz-Willershausen: Einwohnerzahlen von 1744 bis 2011 | Nanz-Willershausen: Einwohnerzahlen von 1744 bis 2011 | Nanz-Willershausen: Einwohnerzahlen von 1744 bis 2011 | Nanz-Willershausen: Einwohnerzahlen von 1744 bis 2011 |
| --- | ----------------------------------------------------- | ----------------------------------------------------- | ----------------------------------------------------- | ----------------------------------------------------- |
| Jahr |                                                       |                                                       |                                                       | Einwohner                                             |
| 1744 | 1744                                                  |                                                       | 50                                                    | 50                                                    |
| 1800 | 1800                                                  |                                                       | ?                                                     | ?                                                     |
| 1834 | 1834                                                  |                                                       | 120                                                   | 120                                                   |
| 1840 | 1840                                                  |                                                       | 132                                                   | 132                                                   |
| 1846 | 1846                                                  |                                                       | 142                                                   | 142                                                   |
| 1852 | 1852                                                  |                                                       | 150                                                   | 150                                                   |
| 1858 | 1858                                                  |                                                       | 143                                                   | 143                                                   |
| 1864 | 1864                                                  |                                                       | 156                                                   | 156                                                   |
| 1871 | 1871                                                  |                                                       | 145                                                   | 145                                                   |
| 1875 | 1875                                                  |                                                       | 136                                                   | 136                                                   |
| 1885 | 1885                                                  |                                                       | 147                                                   | 147                                                   |
| 1895 | 1895                                                  |                                                       | 130                                                   | 130                                                   |
| 1905 | 1905                                                  |                                                       | 120                                                   | 120                                                   |
| 1910 | 1910                                                  |                                                       | 127                                                   | 127                                                   |
| 1925 | 1925                                                  |                                                       | 134                                                   | 134                                                   |
| 1939 | 1939                                                  |                                                       | 121                                                   | 121                                                   |
| 1946 | 1946                                                  |                                                       | 196                                                   | 196                                                   |
| 1950 | 1950                                                  |                                                       | 200                                                   | 200                                                   |
| 1956 | 1956                                                  |                                                       | 170                                                   | 170                                                   |
| 1961 | 1961                                                  |                                                       | 153                                                   | 153                                                   |
| 1967 | 1967                                                  |                                                       | 196                                                   | 196                                                   |
| 1980 | 1980                                                  |                                                       | ?                                                     | ?                                                     |
| 1990 | 1990                                                  |                                                       | ?                                                     | ?                                                     |
| 2000 | 2000                                                  |                                                       | ?                                                     | ?                                                     |
| 2011 | 2011                                                  |                                                       | 246                                                   | 246                                                   |
| Datenquelle: Historisches Gemeindeverzeichnis für Hessen: Die Bevölkerung der Gemeinden 1834 bis 1967. Wiesbaden: Hessisches Statistisches Landesamt, 1968. Weitere Quellen: LAGIS; Zensus 2011 |                                                       |                                                       |                                                       |                                                       |

### Historische Religionszugehörigkeit
| Quelle: Historisches Ortslexikon |                                                                          |
| • 1861:                          | alle Einwohner evangelisch-lutherisch                                    |
| • 1961:                          | 122 evangelische (= 79,7 %), 30 römisch-katholische (= 19,0 %) Einwohner |

### Historische Erwerbstätigkeit
| Quelle: Historisches Ortslexikon | |
| • 1744:                          | alle Einwohner Ackerleute |
| • 1838:                          | Familien: 14 Ackerbau, 2 Gewerbe, 3 Tagelöhner.                                                                                   |
| • 1961:                          | Erwerbspersonen: 64 Land- und Forstwirtschaft, 17 Produzierendes Gewerbe, 5 Handel und Verkehr, 5 Dienstleistungen und Sonstiges. |

## Politik
Für Nanz-Willershausen besteht ein Ortsbezirk mit Ortsbeirat und Ortsvorsteher nach der Hessischen Gemeindeordnung. Er umfasst das Gebiet der ehemaligen Gemeinde Nanz-Willershausen.
Der Ortsbeirat Nanz-Willershausen  besteht aus fünf Mitgliedern. Bei den Kommunalwahlen in Hessen 2021 betrug die Wahlbeteiligung zum Ortsbeirat 63,10 %. Alle Kandidaten gehörten der „Bürgerliste Nanz-Willershausen“ an. Der Ortsbeirat wählte Michael Keil zum Ortsvorsteher.

## Sehenswürdigkeiten

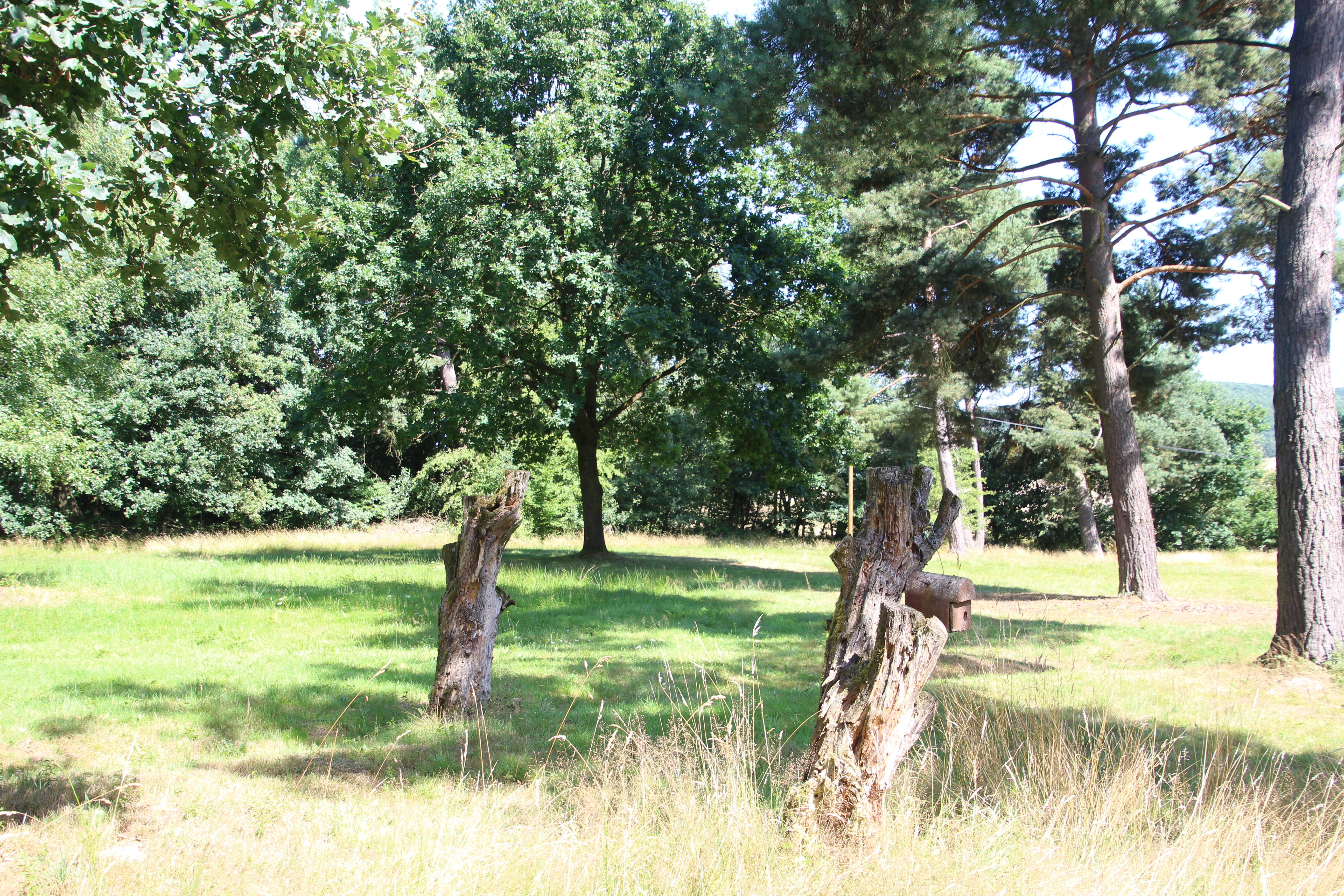
Naturdenkmal Nanzhäuser Heide

Besonders sehenswert an Nanz-Willershausen sind die zahlreichen Fachwerkbauten sowie die Nanzhäuser Heide als ausgewiesenes Naturdenkmal.

## Infrastruktur
Nanz-Willershausen verfügt über eine Abteilung der Freiwilligen Feuerwehr, deren Räumlichkeiten im Dorfgemeinschaftshaus untergebracht sind.

## Persönlichkeiten
- Heinrich Naumann, Heimatdichter